# Williams FW15C
Williams FW15C — гоночный автомобиль команды Canon Williams Team, участвовавший в Чемпионате мира Формулы-1 сезона 1993 года. На этом автомобиле Ален Прост стал в четвёртый раз Чемпионом мира, а команда завоевала Кубок конструкторов.

## Предыстория

### FW15 и FW15В
Оригинальный FW15 был разработан для участия в Чемпионате мира 1992 года. С момента его создания он был полностью "электронным", в отличие от предшественника - FW14. Однако успехи модели FW14В позволили не использовать FW15 в гонках. FW15В применялся для тестов в начале 1993 года.

## FW15С

### Шасси
Шасси нового болида было основано на FW14В, который доминировал в 1992 году. Впервые болид Williams был полностью построен под руководством Патрика Хэда и Эдриана Ньюи. Автомобиль было решено не внедрять в середине 1992 года, а подождать начала следующего года. В итоге FW15С дебютировал в Южной Африке.
FW15С имел более узкий носовой обтекатель, чем FW14В, новую крышку двигателя и воздухозаборники. На трассах с большей прижимной силой использовалось заднее крыло больших размеров, чем обычное. Аэродинамика была лучше на 12%, двигатель на 30 л.с. мощнее. Кроме того, размер топливного бака уменьшился с 230 до 210 литров.

### Электроника
К 1993 году Формула-1 стала высокотехнологичным спортом, а FW15С был в авангарде технологий. Активная подвеска, антиблокировочная система, контроль тяги, телеметрии, усилитель руля, полуавтоматическая коробка передач - все эти электронные помощники позволили Алену Просту назвать Williams FW15C "маленьким Аэробусом". Электронных систем было столь много, что это требовало подключения трех портативных компьютеров к болиду: для двигателя, для телеметрии и для подвески. Пилоты могли использовать специальную систему помощи при обгоне, которая позволяла задействовать дополнительные 300 оборотов мотора и специальный режим подвески.
Большое количество электронных систем заставило FIA задуматься об их запрете. Поначалу это решение планировалось ввести после Гран-при Великобритании, но затем его перенесли на начало 1994 года.

### Пилоты
Пилотский состав команды полностью сменился по сравнению с предыдущим сезоном. Понимая, что тягаться с сине-желтыми в ближайшее время будет делом почти безнадежным, все быстрые пилоты предложили Фрэнку Уильямсу свои услуги. Айртон Сенна так и вовсе заявил, что готов выступать за его команду бесплатно. Получив фантастическую возможность выбора, Фрэнк для начала заключил контракт с Аленом Простом, положив конец годичному отпуску француза. Это обстоятельство имело эффект падающих костяшек домино.
Понимая, что в такой компании ему не выдержать конкуренции, ушёл в Benetton Патрезе. Затем и Найджел Мэнселл предпочел покинуть Williams и оказался в заокеанских гонках IndyCar. Сенна тоже не горел желанием вспоминать безумные сезоны конца 80-х, да и Рон Деннис приложил максимум усилий, чтобы удержать своего топ-пилота. Михаэль Шумахер был связан контрактом с Benetton, а Жан Алези – со Скудерией. Рассматривалась и кандидатура Мики Хаккинена.
Но в итоге за руль машины под номером «0» («единичку» унес с собой Мэнселл) пригласили баловня судьбы, у которого в другой ситуации не было бы на это ни малейшего шанса. Лучший автомобиль чемпионата получил в своё распоряжение сын двукратного чемпиона Формулы-1, 32-летний тест-пилот команды Деймон Хилл. Весь его пилотский багаж к тому моменту составлял две гонки в Больших Призах да несколько кубков, заработанных в клубных мотогонках, Формуле-Ford и Формуле-3.

### Выступление в гонках
FW15C сразу зарекомендовал себя как болид-победитель. Уже в первой гонке Прост победил, опередив при этом Сенну почти на круг. Следующие две гонки выиграл бразилец благодаря великолепному пилотированию в дождь. Также ему сопутствовал успех в Монако. Но в обычных условиях Williams был быстрее, и намного. Конечно, от гегемонии Мэнселла в предыдущем сезоне было далеко, но 1,5-2 секунды преимущества над остальными соперниками в квалификации были обыденностью. Лишь в одной квалификации, к последней гонке сезона, Сенне удалось взять поул.
Уже в середине сезона Просту удалось создать комфортный задел в чемпионате пилотов. Более того, три победы подряд позволили Хиллу выбраться на второе место, которое, впрочем, удержать ему не удалось. За два этапа до конца Ален Прост завоевал свой 4-й чемпионский титул. Кубок Конструкторов был завоеван ещё раньше - за 4 гонки до финиша.

## FW15D
Эта модификация использовалась для тестов в начале 1994 года. На ней уже не было никакой электроники в соответствии с новыми правилами. Форма болида была далека от оптимальной, он не использовался в гонках.

## Результаты в гонках
| Легенда к таблице |                                                                    |
| --- | ------------------------------------------------------------------ |
| В таблице перечислены результаты всех Гран-при Формулы-1, в которых использовался автомобиль. Строками таблицы являются сезоны, столбцами — этапы чемпионата мира. В каждой клетке указаны сокращённое название этапа и результат, дополнительно обозначенный цветом. Расшифровка обозначений и цветов представлена в нижеследующей таблице. |                                                                    |
| \| Пример \| Описание \| \| ------------ \| ------------------------------------------------------------------ \| \| 1 \| Победитель \| \| 2 \| Второе место \| \| 3 \| Третье место \| \| 5 \| Финишировал, заработав очки \| \| Сход \| Не финишировал, но при этом заработал очки \| \| 12 \| Финишировал, не получив очков \| \| НКЛ \| Финишировал, но не попал в финальную классификацию \| \| 15 \| Участвовал вне зачёта, либо по отдельной классификации \| \| 18 \| Не финишировал, но попал в финальную классификацию \| \| Сход \| Не финишировал \| \| НКВ \| Не прошёл квалификацию \| \| НПКВ \| Не прошёл предквалификацию \| \| ДСК \| Дисквалифицирован \| \| ИСК \| Исключён из протокола соревнований \| \| ТТ \| Заявлен для участия только в тренировках \| \| НС \| Участвовал в квалификации, но не стартовал в гонке \| \| Т \| Травмирован или болен \| \| ОТК \| Отказ от участия \| \| НТР \| Прибыл на соревнования, но на трассу не выезжал \| \| НПР \| Был заявлен в числе участников, но не прибыл к началу соревнований \| \| О \| Соревнования отменены \| \| \| Не участвовал \| \| Поул-позиция \| \| \| Быстрый круг \| \| |                                                                    |
| Пример | Описание                                                           |
| 1 | Победитель                                                         |
| 2 | Второе место                                                       |
| 3 | Третье место                                                       |
| 5 | Финишировал, заработав очки                                        |
| Сход | Не финишировал, но при этом заработал очки                         |
| 12 | Финишировал, не получив очков                                      |
| НКЛ | Финишировал, но не попал в финальную классификацию                 |
| 15 | Участвовал вне зачёта, либо по отдельной классификации             |
| 18 | Не финишировал, но попал в финальную классификацию                 |
| Сход | Не финишировал                                                     |
| НКВ | Не прошёл квалификацию                                             |
| НПКВ | Не прошёл предквалификацию                                         |
| ДСК | Дисквалифицирован                                                  |
| ИСК | Исключён из протокола соревнований                                 |
| ТТ | Заявлен для участия только в тренировках                           |
| НС | Участвовал в квалификации, но не стартовал в гонке                 |
| Т | Травмирован или болен                                              |
| ОТК | Отказ от участия                                                   |
| НТР | Прибыл на соревнования, но на трассу не выезжал                    |
| НПР | Был заявлен в числе участников, но не прибыл к началу соревнований |
| О | Соревнования отменены                                              |
| | Не участвовал                                                      |
| Поул-позиция |                                                                    |
| Быстрый круг |                                                                    |

| Сезон | Двигатель           | Ш | Пилоты | 1    | 2    | 3   | 4    | 5    | 6   | 7   | 8   | 9    | 10  | 11  | 12  | 13  | 14  | 15  | 16  | Место | Очки |
| ----- | ------------------- | - | ------ | ---- | ---- | --- | ---- | ---- | --- | --- | --- | ---- | --- | --- | --- | --- | --- | --- | --- | ----- | ---- |
| 1993  | Renault RS5 V10 3,5 | G |        | ЮАР  | БРА  | ЕВР | САН  | ИСП  | МОН | КАН | ФРА | ВЕЛ  | ГЕР | ВЕН | БЕЛ | ИТА | ПОР | ЯПО | АВС | 1     | 168  |
| 1993  | Renault RS5 V10 3,5 | G | Хилл   | Сход | 2    | 2   | Сход | Сход | 2   | 3   | 2   | Сход | 15  | 1   | 1   | 1   | 3   | 4   | 3   | 1     | 168  |
| 1993  | Renault RS5 V10 3,5 | G | Прост  | 1    | Сход | 3   | 1    | 1    | 4   | 1   | 1   | 1    | 1   | 12  | 3   | 12  | 2   | 2   | 2   | 1     | 168  |